# Beltane

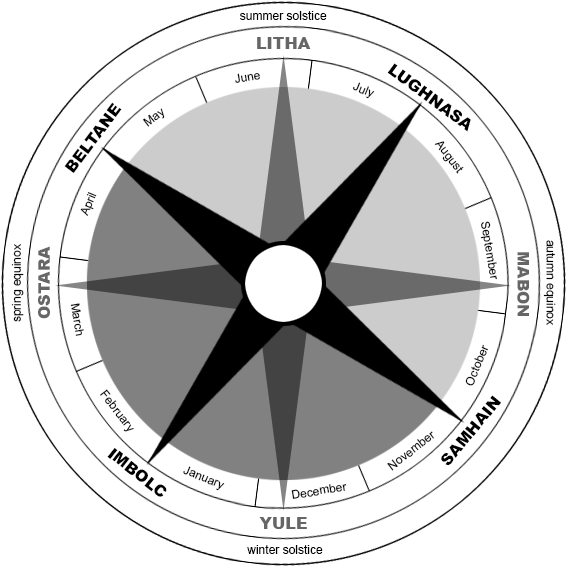
Posizionamento di Beltane nella ruota dell'anno.

Beltane o Beltaine (AFI: [ˈbɛl.teɪn]), termine inglese derivato dall'irlandese Lá Bealtaine (AFI: [l̪ˠaː ˈbʲal̪ˠt̪ˠənʲə]) o dallo scozzese gaelico Là Bealltainn (AFI: [l̪ˠaː ˈpjaul̪ˠt̪ɪɲ]), entrambi originati dall'irlandese antico Beletene (letteralmente "fuoco luminoso", vale a dire "falò"), è un'antica festa pagana gaelica che si celebra tra l'equinozio di primavera ed il solstizio estivo, attorno cioè al 1º maggio.
Bealtaine infatti è anche il nome del mese di maggio in irlandese, oltre ad esser ritenuto tradizionalmente il giorno che segna l'inizio dell'estate in Irlanda. Presenta inoltre un parallelo con la festività gallese del Calan Mai o Calan Haf, che si celebra per l'appunto proprio il 1º maggio.

## Storia
Fonti gaeliche del X secolo affermano che i druidi accendevano dei falò sulla cima dei colli e che vi conducevano attraverso il bestiame del villaggio per purificarlo ed in segno di buon augurio. Anche le persone attraversavano i fuochi, allo stesso scopo.
L'usanza persistette attraverso i secoli e dopo la cristianizzazione (i popolani sostituirono i druidi nell'accendere i fuochi), fino agli anni cinquanta. La celebrazione sopravvive ancora oggi in alcuni luoghi, dove principalmente le persone vengono fatte passare attraverso i fuochi.
Una celebrazione di Beltane si tiene ogni anno la notte del 30 aprile a Calton Hill, presso Edimburgo (Scozia), a cui partecipano circa 15.000 persone.
Beltane non è una festività unicamente gaelica e, seppure non estesa a tutti gli altri popoli celtici, dato che i Cornici, i Bretoni ed i Galli celebravano diversamente questa ricorrenza, i gallesi hanno una ricorrenza simile ma distinta in molti suoi aspetti.

## Neopaganesimo
Nel Druidismo, Beltane indica una delle otto festività legate al ciclo delle stagioni.
Nella Wicca Beltane o Beltaine indica uno degli otto sabbat, celebrato il 1º maggio. Anche se la festività riprende alcuni aspetti della festa gaelica (come i falò), sembra più legata alla celebrazione germanica di May Day, sia per il significato di festa della fertilità che per i rituali (come la danza attorno a un palo ornato di fiori e stringhe, di cui ogni danzatrice e danzatore tiene un'estremità). Beltaine è celebrato con una rappresentazione rituale del rapporto fra la Dea e il Dio.

## Tradizioni italiane

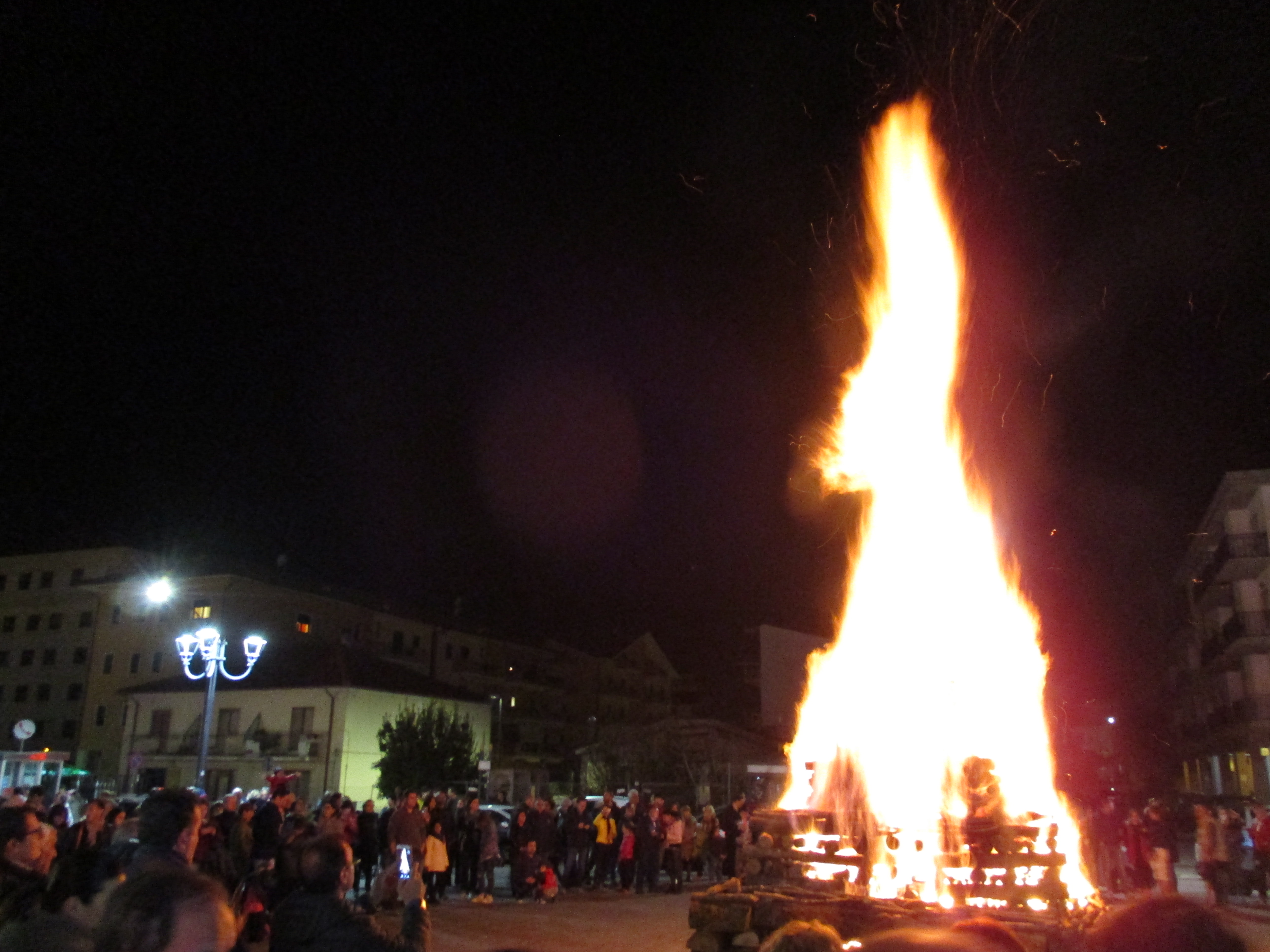
Focaraccio di Avezzano

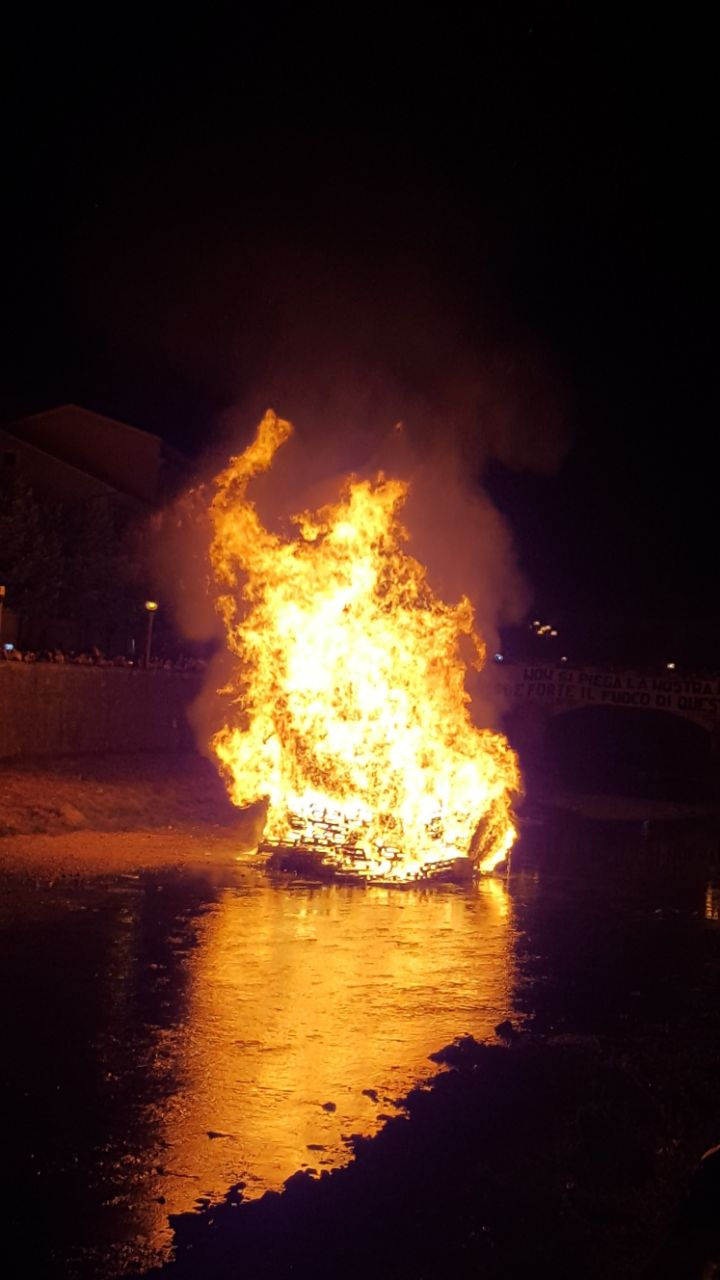
Falò di San Giovanni a Sora

La tradizione endemica europea di accendere fuochi e falò in occasione di festività primaverili o legate ad equinozi e solstizi è la traccia indelebile degli antichissimi riti legati al Dio Belanu ed al Beltaine; in Italia i celtoliguri erano senz'altro tra gli adoratori del dio e celebravano questa festività.
La Fogheraccia è una celebrazione tipica del folclore romagnolo che si tiene ogni anno nella sera del 18 marzo alla vigilia dell’equinozio di primavera, quando si svolgevano i baccanali, i riti dionisiaci per propiziare la fertilità nonché l'inizio del nuovo anno romano, da qui la sua origine pagana. Con l'avvento del cristianesimo la celebrazione viene dedicata a San Giovanni.
La tradizione continua tra l'altro in molte culture contadine, come ad esempio in Piemonte. In alta Val Camonica, la piccola comunità di Pontagna, frazione del comune di Temù, lungo le alpi e prealpi retiche, in particolare nella valle Spluga, festeggia la notte tra il 15 ed il 16 di agosto (nella tradizione cristiana è la festa di Santa Giulia) con grandi fuochi accesi in alto sui monti, ben visibili da fondo valle. Anche in Valle d'Aosta si usa accendere dei falò sulle vette dei monti nella notte di San Pietro e Paolo tra il 29 ed il 30 giugno.
A Torino la sera del 23 giugno viene acceso il "Farò", una pira la cui caduta successiva al'esaurimento viene osservata per "divinare" l'anno a venire.
Analogamente, anche nei paesi dell'Aquilano si usa accendere grandi fuochi la notte fra il 23 e il 24 giugno (San Giovanni), in particolare a Coppito anche la notte del 29 giugno san Pietro e Paolo. Nella Marsica ad Avezzano la notte del 26 aprile è tradizione accendere i focaracci, fuochi devozionali in onore della Madonna di Pietraquaria, patrona della città. A Sora nella notte tra il 23 e il 24 giugno si rinnova il rito del falò di san Giovanni Battista sulle rive del fiume Liri. Nel Salento si usa accendere le tradizionali Fòcare la sera del 17 gennaio, festa di Sant'Antonio Abate, detto appunto Sant'Antonio del fuoco (Sant'Antoni ti lu fuecu); la Fòcara più famosa è quella di Novoli. Un tempo ogni contrada aveva la sua Fòcara, negli ultimi anni (per motivi di sicurezza) ogni paese accende un'unica Fòcara in un luogo deputato sicuro. A Barletta l'8 dicembre il rito del falò detto Fanova è dedicato alla Madonna e ritorna come rito di purificazione e fertilità della terra. Anche in Sardegna a Mamoiada si festeggia Sant'Antonio Abate (Sant'Antoni de su fogu), mediante un falò nella piazza della chiesa del santo; in questa occasione i mamuthones fanno la prima comparsa dell'anno.